# Dealu (Harghita)
Dealu (in ungherese Oroszhegy) è un comune della Romania di 3 920 abitanti, ubicato nel distretto di Harghita, nella regione storica della Transilvania.
Il comune è formato dall'unione di 7 villaggi: Dealu, Fâncel, Sâncrai, Tămașu, Tibod, Ulcani, Valea Rotundă.